# Habituation
Habituation (von lateinisch habituari: etwas an sich haben bzw. habitus: Aussehen, Haltung; Adjektiv habituell: zur Gewohnheit geworden), auch Habituierung oder Gewöhnung genannt, bezeichnet die allmählich abnehmende Antwortbereitschaft eines Individuums „auf wiederholt dargebotene Reize, die sich als bedeutungslos erwiesen haben“ und kann „als eine der einfachsten Formen des Lernens aufgefasst werden.“ Die Reaktion auf einen solchen Reiz kann schließlich völlig unterbleiben. Hält man nach Eintritt dieser auch beim  Menschen in der Regel nicht-bewusst „erlernten Verhaltensunterdrückung“ den Reiz hinreichend lange fern, nimmt die Reaktionsstärke des Individuums wieder zu.
„Die Extinktion unterscheidet sich von der Habituation dadurch, daß sie im Zusammenhang mit vorher erlernten Reaktionen auftritt, während bei der Habituation typischerweise angeborene Reaktionen ablaufen, die nicht durch einen Konditionierungsprozeß entstanden sind.“ Die zentralnervös bedingten Veränderungen der Reaktionsbereitschaft durch Habituation sind ferner zu unterscheiden von der peripher verursachten Anpassungsfähigkeit wie zum Beispiel der Anpassung der Hörempfindlichkeit an ein Dauersignal oder der Anpassung der Pupille an Helligkeitsunterschiede sowie von der Ermüdung.
Der gegenteilige Prozess – eine Zunahme der Reaktionsstärke – wird als Sensitivierung bezeichnet.

## Historisches
Die Bezeichnung „Habituation“ führte William Thorpe 1944 in einem Fachaufsatz in die verhaltensbiologische Terminologie ein und definierte sie als „eine Aktivität des Zentralnervensystems, die dazu führt, dass angeborene Antworten auf schwache Stör- und Warnreize abnehmen, wenn der Reiz über längere Zeitspannen andauert, jedoch keine unvorteilhaften Auswirkungen hat“ (an activity of the central nervous system whereby innate responses to mild shock and warning stimuli wane as the stimuli continue for a long period without unfavourable results).

## Beispiele

### Habituation bei Tieren
Habituation bewirkt, dass ein Tier lernt, auf bestimmte Reize nicht zu reagieren, so dass ständig vorhandene Reizmuster aus der Wahrnehmung ausgeblendet und dem Individuum „unnütze“ Reaktionen erspart bleiben.
Ein genau untersuchtes Beispiel ist der Kiemen-Rückziehreflex der Meeresschnecke Aplysia californica, die der Nobelpreisträger Eric Kandel als Modelltier für seine neurobiologischen Studien nutzte: Wenn die dünnen und verletzbaren Fadenkiemen dieses Tieres von einem fremden Objekt berührt werden, setzt ein Schutzreflex ein und die Kiemen werden zurückgezogen. Sofern diese Berührungen allerdings häufiger in kurzem Zeitabstand durchgeführt werden, reduziert sich dieser Reflex und setzt schließlich ganz aus. Nach einer Wartezeit normalisiert sich die Reflexreaktion wieder, und die Schnecke reagiert auf das Berühren ihrer Kiemen mit dem Einziehen dieser.
Ein weiteres Beispiel ist der Krallenfrosch: Wenn man an die Scheibe seines Terrariums klopft, zuckt er zusammen. Wiederholt man das ein paar Mal hintereinander, zeigt er keine Reaktion mehr.
Puten zeigen vor Raubvögeln eine ausgeprägte Fluchtreaktion, die man auch mit einfachen, über ihnen bewegten Pappattrappen auslösen kann. Werden sie in räumlicher Nähe von wild lebenden Gänsen gehalten, fliehen sie zunächst auch vor Gänsen, wenn diese über ihnen fliegen. Allerdings gewöhnen sie sich allmählich an diese häufig über ihnen erscheinenden Vögel und fliehen nur noch vor selteneren und meist einzeln kreisenden Vögeln.
Die Orientierungsreaktion einer Erdkröte hin zu einer potenziellen Beute nimmt mehr und mehr ab, wenn ihr wiederholt ein nicht-essbares, beuteähnliches Objekt angeboten wird.
Obstbauern wissen aus Erfahrung, dass zur Abschreckung von Vögeln aufgestellte Vogelscheuchen nur für eine relativ kurze Zeit wirksam sind, da sich die Vögel rasch an sie gewöhnen. Auch bei Versuchen, Vögel durch Warnrufe, die über Lautsprecher verbreitet wurden, von Flugplätzen fernzuhalten, traten ähnliche Habituationsprobleme auf.

### Habituation beim Menschen

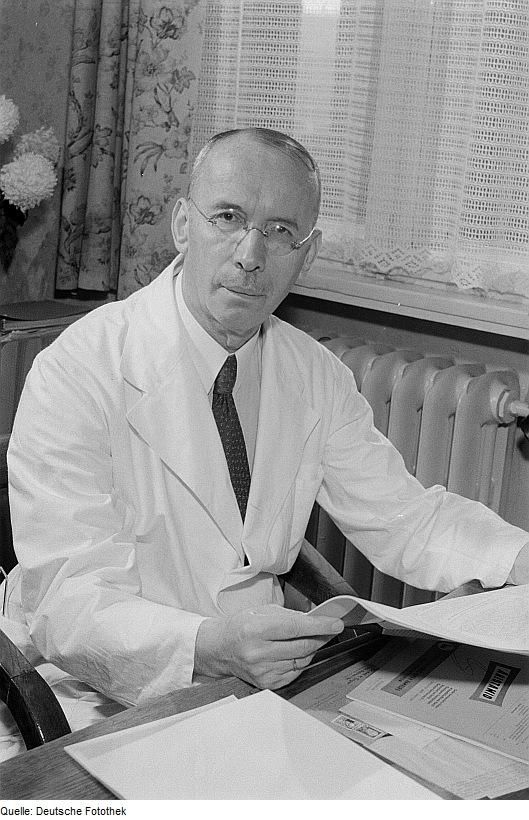
Albrecht Peiper

Eine frühe Studie zum Nachweis von Habituation beim Menschen publizierte 1925 der Berliner Kinderarzt Albrecht Peiper, nachdem er festgestellt hatte, dass Neugeborene bereits wenige Minuten nach der Geburt auf akustische Signale (Töne einer Spielzeugtrompete) mit veränderten Körperbewegungen reagieren. Er testete daraufhin, ob auch Ungeborene bereits durch verändertes Strampeln auf solche Laute reagieren. Seine Beobachtungen zeigten, dass die Reaktionen der Ungeborenen auf eine Autohupe umso schwächer ausfielen, je öfter sie den Lauten ausgesetzt worden waren. Später konnten andere Forscher nachweisen, dass Neugeborene auch auf wiederholt dargebotene olfaktorische und visuelle Reize mit Habituation reagieren, wenn sie folgenlos bleiben, also nicht verstärkt werden.
Ein weiteres Beispiel für Habituation beim Menschen ist die Gewöhnung an Kleidung, wie sie jedem FKK-Liebhaber bekannt ist: Wer im Urlaub mehrere Wochen lang weder Hose noch Hemd getragen hat, wird bei seiner Rückkehr in die Textilkultur durch das beständige Drücken des Stoffs gegen Haut und Körperhaare anfangs erheblich irritiert sein, sich aber nach kurzer Zeit wieder an diesen Dauerreiz gewöhnt haben. Auch eine neue Brille kann zunächst zu derartigen Irritationen an Ohren und Nase führen, die später durch Habituation wieder verloren gehen.
Dass es sich beim Phänomen der Habituation um keine bloße „Erschöpfung“ der an der Wahrnehmung des Reizes beteiligten Sinneszellen handelt, kann man leicht an folgendem Beispiel nachvollziehen: Der Mensch gewöhnt sich vermeintlich nach kurzer Zeit an das nächtliche, gleichmäßige Summen der Fahrzeuge auf einer entfernten Autobahn, bis er dieses Hintergrundgeräusch schließlich nicht mehr als störend wahrnimmt. Sobald das Geräusch aber aussetzt, weil man an einem absolut ruhigen Ort übernachtet, bemerkt man, dass etwas „nicht stimmt“. „Lärm zwingt das menschliche Hirn zu einer permanenten aufwändigen Filterleistung, die viel Energie braucht. Wer trotz Lärm konzentriert arbeiten oder durchschlafen will, muss lernen, welche Schallereignisse von Bedeutung sind (z. B. das leise Piepsen des Weckers) und welche nicht (z. B. der vorbeidonnernde Lastwagen). Dieses Abwägen und Aussortieren führt dazu, dass dem Unterbewusstsein kaum eine Verschnaufpause gewährt wird.“

### Habituation als Einflussfaktor bei Verhaltenstests
So nützlich der Mechanismus der Habituation für Tier und Mensch ist, so problematisch ist er für Verhaltensforscher. In ihren Experimenten sind sie darauf angewiesen, ihre Testtiere wiederholt bestimmten Reizmustern auszusetzen, um glaubwürdige Aussagen über die Wirkung eines bestimmten Reizes auf deren Verhalten formulieren zu können. Bei der Planung der Experimente muss laut Walter Heiligenberg daher stets darauf geachtet werden, dass durch genügend lange Zeitabstände zwischen den Wiederholungen der Experimente eine das Ergebnis der Tests verfälschende Habituation der Testtiere mit hinreichend großer Sicherheit ausgeschlossen werden kann.

## Eigenschaften von Habituation
Ein wesentliches Problem beim Nachweis von Habituation ist deren Abgrenzung von der Ermüdung des Organismus und von sensorischer Adaption, was bedeutet, dass die empfundene Stärke eines andauernden Reizes mit der Zeit abnimmt. 
Angenommen, wir betrachten die Reaktion einer Ratte auf ein sehr helles Licht. Anfangs zeigt die Ratte eine sehr starke Schreck-Reaktion, sie springt kurz in die Luft. Mit wiederholter Reizdarbietung nimmt diese Reaktion in ihrer Stärke allmählich ab. Ist diese Abnahme der Reaktion nun ein Beweis für Habituation? Die Abnahme könnte ebenso auf Ermüdung der Ratte zurückzuführen sein, das heißt, sie wäre im Falle der Ermüdung ihrer Muskeln nicht in der Lage, ständig eine starke Schreck-Reaktion auszuführen. Ebenso könnte die Reaktionsabnahme durch sensorische Adaptation verursacht worden sein: Die Ratte würde in diesem Fall die Darbietungen des anfangs störenden Reizes nicht mehr als störend wahrnehmen.
Eine Reihe von Eigenschaften, die nur bei Habituation auftreten, helfen, diese von anderen Prozessen zu unterscheiden.

### Reizspezifität
Habituation ist reizspezifisch: Die Reaktion verändert sich nur in Bezug auf einen bestimmten Reiz. Dies unterscheidet die Habituation von der Ermüdung. Wird ein anderer Reiz dargeboten, ist die Reaktion auf ihn unvermindert stark.
Angenommen, eine Ratte hat sich an die wiederholte Darbietung eines sehr hellen Lichtreizes gewöhnt und reagiert nicht mehr auf ihn. Nun wird sie einem lauten, durchdringenden Geräusch ausgesetzt. Zeigt das Tier eine starke Schreck-Reaktion, wäre dies ein Beleg dafür, dass die ausbleibende Reaktion auf den Lichtreiz eine Folge von Habituation ist. Würde die Ratte jedoch auch auf das laute Geräusch keine oder eine bloß schwache Reaktion zeigen, wäre dies ein Hinweis auf eine generelle Ermüdung.

### Reaktionsspezifität
Habituation ist reaktionsspezifisch. Wenn eine bestimmte Reaktion auf einen Reiz zu keiner Reaktion mehr führt, kann eine andere Reaktion auf denselben Reiz durchaus noch erfolgen. Hierdurch lässt sich Habituation von sensorischer Adaptation abgrenzen.
Angenommen, das Smartphone hat unbemerkt eine neue Audiodatei als Klingelton zugewiesen bekommen. Dann kann das unerwartete Signal eine Schreck-Reaktion hervorrufen, die nach wiederholtem Hören des Signals ausbleibt. Dennoch wird das sich ankündigende Gespräch in jedem einzelnen Fall angenommen. Eine sensorische Adaption läge vor, wenn trotz wiederholt hörbarem Signal aufgrund eines Defektes niemals ein Gespräch zustande kommt und deshalb das Smartphone trotz Signalgebung unbeachtet bliebe.

### Zeitliche Dauer
Man unterscheidet hinsichtlich der zeitlichen Dauer des Habituationseffektes zwei Arten der Habituation:

#### Lang-Zeit-Habituation
Dieser Effekt hält zeitlich vergleichsweise lang an. Nehmen wir zum Beispiel ein abstraktes Gemälde. Sehen wir dieses zum ersten Mal, werden wir ihm sehr viel Aufmerksamkeit widmen und die ungewöhnliche Darstellung erstaunt eine Weile betrachten. Sehen wir das Bild später erneut, so blicken wir nur kurz hin und sind nicht mehr überrascht, da wir es bereits kennen. Unsere Reaktion hat also habituiert. Diese Habituation ist zeitlich lang andauernd – auch wenn wir dem Bild nach fünf Wochen oder noch länger wieder begegnen, wird unsere Reaktion im Vergleich zum ersten Anblick stark vermindert sein.

#### Kurz-Zeit-Habituation
Diese Form der Habituierung ist zeitlich relativ kurz andauernd. Wenn wir beispielsweise eine Disko besuchen, wird uns die laute Musik anfangs vielleicht stören. Mit der Zeit wird diese Reaktion jedoch habituieren und wir werden die übermäßige Lautstärke kaum noch bewusst wahrnehmen. Verlassen wir dann die Disko für ein paar Stunden und betreten sie dann erneut, wird diese Habituation nicht mehr bestehen und die Lautstärke uns erneut stören. Der Habituationseffekt ist also von relativ kurzer Dauer.
Kurz-Zeit-Habituation beobachtet man z. B. auch bei Habituierungen von Versuchstieren auf aversive Reize, z. B. Elektroschocks.
Eine wesentliche Charakteristik der Kurz-Zeit-Habituation in Abgrenzung zur Lang-Zeit-Habituation ist der Spontanerholungseffekt. Dieser besteht in einer Erholung der Reaktion von der Habituierung (also in einer zugenommenen Stärke der Reaktion) nach einem time-out. Time-out bedeutet, dass man dem Organismus nach abgeschlossener Habituierung auf einen Reiz diesen Reiz für eine gewisse Zeitspanne nicht mehr darbietet (z. B. die Ratte für 24 Stunden in ihren Heimatkäfig entlässt). Bietet man nach dieser Auszeit den Reiz erneut dar, dann tritt die vorher habituierte Reaktion in stärkerer Form als bei Abschluss der Habituationsphase auf. Diesen Effekt bezeichnet man als Spontanerholung.

## Belege
1. ↑  Eintrag Habituation in Klaus Immelmann: Grzimeks Tierleben, Sonderband Verhaltensforschung. Kindler Verlag, Zürich 1974, S. 627.
2. ↑  Walter Heiligenberg: Der Einfluß spezifischer Reizmuster auf das Verhalten der Tiere. In: Klaus Immelmann: Grzimeks Tierleben, Sonderband Verhaltensforschung, S. 246.
3. 1 2 3  David McFarland: Biologie des Verhaltens. Evolution, Physiologie, Psychobiologie. 2. überarb. Auflage. Spektrum Akademischer Verlag, Heidelberg 1999, S. 285, ISBN 978-3-8274-0925-6.
4. ↑  William Thorpe: Some Problems of Animal Learning. In: Proceedings of the Linnaean Society of London. Band 156, Nr. 2, 1944, S. 70–83, doi:10.1111/j.1095-8312.1944.tb00374.x.
5. ↑  Harold Pinsker, Irving Kupfermann, Vincent Castellucci und Eric Kandel: Habituation and Dishabituation of the GM-Withdrawal Reflex in Aplysia. In: Science. Band 167, Nr. 3926, 1970, S. 1740–1742, doi:10.1126/science.167.3926.1740.
6. ↑  Thomas J. Carew, Vincent F. Castellucci und Eric R. Kandel: An Analysis of Dishabituation and Sensitization of The Gill-Withdrawal Reflex in Aplysia. In: International Journal of Neuroscience. Band 2, Nr. 2, 1971, S. 79–98, doi:10.3109/00207457109146995.
7. ↑  Thomas J. Carew, Harold M. Pinsker und Eric R. Kandel: Long-Term Habituation of a Defensive Withdrawal Reflex in Aplysia. In: Science. Band 175, Nr. 4020, 1972, S. 451–454, doi:10.1126/science.175.4020.451.
8. ↑  Irenäus Eibl-Eibesfeldt: Grundriss der vergleichenden Verhaltensforschung. 7. Auflage. Piper, München und Zürich 1987, S. 419, ISBN 3-492-03074-2.
9. ↑  Irenäus Eibl-Eibesfeldt: Grundriss der vergleichenden Verhaltensforschung, S. 166–167.
10. ↑  Albrecht Peiper: Sinnesempfindungen des Kindes vor seiner Geburt. In: Monatsschrift für Kinderheilkunde. Band 29, 1925, S. 237–241.
11. ↑  An Strassenlärm gewöhnt man sich irgendwann. Faktenblatt Irrtum 4. Auf: laerm.ch, zuletzt abgerufen am 16. April 2022.
12. ↑  Walter Heiligenberg: Der Einfluß spezifischer Reizmuster auf das Verhalten der Tiere, S. 249.